# Сни Лінкольна
«Сни Лінкольна» (англ. Lincoln's Dreams) — роман американської письменниці Конні Вілліс, написаний 1989 року. Роман розповідає про дослідника історії, який вивчає період Громадянської війни в США, проте він зустрічає молоду жінку, яка мріє про генерала Лі. Вілліс приписує їй почуття реалізму і, мабуть, детально дослідила історичні аспекти її фантазій. Ця книга про парапсихологію, метафізичні спекуляції, смерть та кохання.
«Сни Лінкольна» стали переможцями меморіальної премії Джона В. Кемпбелла за найкращий науково-фантастичний роман у 1988 році, а також у тому ж році був номінований на премію «Локус» за найкращий фентезійний роман.